# The Road Demon
Pour plus de détails, voir Fiche technique et Distribution.
The Road Demon (littéralement, Le Démon de la route) est un film muet américain réalisé par Lynn Reynolds, sorti en 1921.

## Fiche technique
- Titre : The Road Demon
- Réalisation : Lynn Reynolds
- Scénario : Jules Furthman, Lynn Reynolds d'après un roman de James B. Hendryx
- Photographie : Daniel B. Clark
- Producteur : William Fox
- Société de production :  Fox Film Corporation
- Société de distribution :  Fox Film Corporation
- Pays de production :  États-Unis
- Langue : film muet avec les intertitres en anglais
- Métrage :
- Format : Noir et blanc — 35 mm — 1,33:1 — Muet
- Genre : Film dramatique, Film d'action
- Durée :
- Date de sortie : 
  - États-Unis : février 1921

## Distribution
- Tom Mix :
- Claire Anderson :
- Charles Arling (en) :
- Lloyd Bacon :
- William Elmer :
- Charles K. French :
- George Hernandez :
- Lee Phelps :